# Fútbol base del Fútbol Club Barcelona

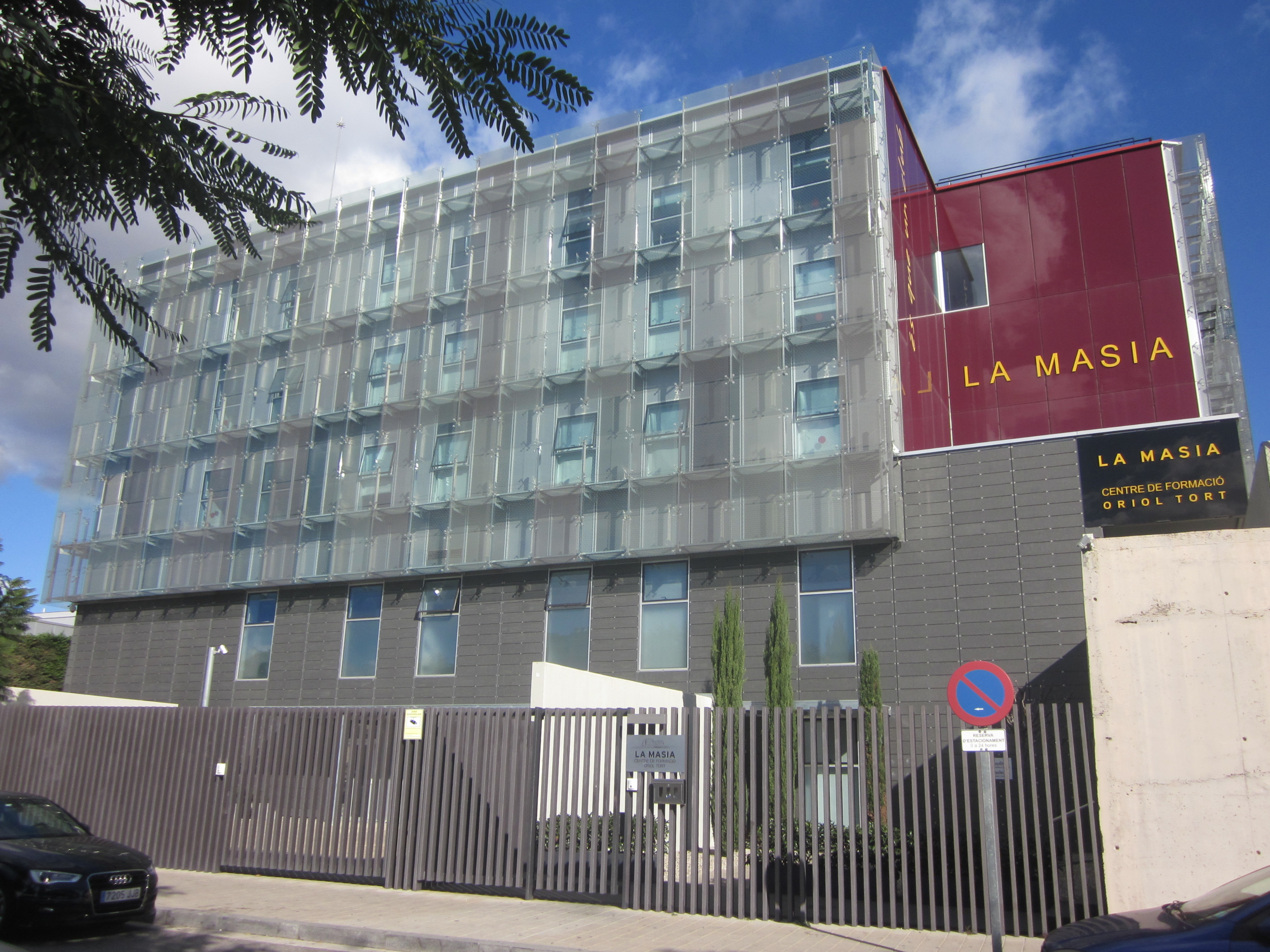
La nueva Masía, inaugurada en 2011, se ubica dentro de la ciudad deportiva Joan Gamper.

El fútbol base del Fútbol Club Barcelona hace referencia a las categorías inferiores y de formación de fútbol del club, también conocidas en el argot deportivo con el término de cantera. En la actualidad la entidad cuenta con trece equipos filiales donde forma tanto futbolística como educacionalmente a los posibles futuros jugadores de la primera plantilla.
La estructura —conocida popularmente en la actualidad como La Masía (en catalán: La Masia)— engloba la residencia y academia formativa del Fútbol Club Barcelona. Toma su nombre de su sede original, la masía de Can Planes, una antigua casa de campo construida en 1702. Una vez inaugurado el Camp Nou en 1957, el edificio fue remodelado y ampliado para su uso como sede social del club, para luego el 20 de octubre de 1979 convertirse definitivamente en la residencia para las jóvenes promesas del fútbol. El 30 de junio de 2011, el edificio cerró sus puertas en una ceremonia que dio paso a un nuevo centro formativo y residencial, ubicado en la ciudad deportiva Joan Gamper, llamado oficialmente La Masia - Centre de formació Oriol Tort, en honor al reconocido cazatalentos Oriol Tort Martínez.
En sus primeros 30 años de historia pasaron cerca de 500 niños con el sueño de convertirse algún día en deportistas de élite. El objetivo del Fútbol Club Barcelona es formarlos deportiva e intelectualmente, aunque no todos los niños de la base azulgrana han residido en la Masía, se les acoge a cada uno de la misma manera, enseñándoles valores como el respeto y el trabajo en equipo, todo a través de la filosofía del tiqui-taca que ha trascendido desde los 80, tanto en la escuela como en el primer equipo.
La academia ha sido elogiada desde 2002 como uno de los mejores escuelas deportivas del mundo. Aunque uno de los mayores reconocimientos a nivel mundial se produjo el 10 de enero de 2011, cuando tres jugadores formados en la cantera del club, Xavi, Iniesta y Messi, quedaron en las tres primeras posiciones del FIFA Balón de Oro del 2010, premio que distingue al mejor jugador del año; un hito jamás alcanzada por ningún otro club. Hasta la fecha los jugadores surgidos de la cantera han ido recibiendo diversos premios a nivel individual, entre los que destacan: 8 Balones de Oro, 2 FIFA World Player, 6 Botas de Oro, 5 World Soccer, 4 Trofeos Bravo, 4 Premio Golden Boy, 23 premios FIFPro al Mejor Once y 3 Mejor Jugador Joven.
En 2014 el diario deportivo francés L'Équipe consideró a la cantera barcelonista como “una verdadera fábrica catalana de campeones”. A fecha de 2020 el club catalán es el segundo equipo español que más futbolistas formados en su cantera posee en las grandes ligas de Europa con 50, y de ellos, 32 juegan en alguna de las consideradas como «cinco grandes ligas» de Europa, por detrás de los 43 formados por el Real Madrid Club de Fútbol. En el cómputo continental, se encuentra por detrás de los canteranos del Fudbalski Klub Partizan, Amsterdamsche Football Club Ajax, Građanski Nogometni Klub Dinamo Zagreb, Futbolny Klub Dynamo Kiev, Futbolny Klub Shajtar Donetsk, Real Madrid Club de Fútbol, Fudbalski Klub Crvena Zvezda, Hrvatski Nogometni Klub Hajduk Split, Sporting Clube de Portugal y Fudbalski Klub Vojvodina.
Durante la temporada 2014-15 La Masía-Centre de Formació Oriol Tort albergó a 68 residentes, de los cuales 45 eran futbolistas. El resto de jóvenes deportistas pertenecían a las secciones profesionales del club: baloncesto (13 residentes), balonmano (4), fútbol sala (3) y hockey sobre patines (3).

## Historia

### Precedentes
Las categorías inferiores del FC Barcelona nacieron dos años después de crearse el club, en 1901, cuando Lluís d'Ossó creó y capitaneó el segundo equipo. Posteriormente se crearon el tercer y el cuarto equipo. En 1918, Joan Ragué, secretario de la junta presidida por Joan Gamper, promovió la creación del equipo juvenil y del infantil. El húngaro Jesza Poszony fue el primer entrenador contratado para dirigir al fútbol base barcelonista.
En junio de 1961 Enric Llaudet ganó las elecciones a la presidencia del club con la promesa de crear una residencia-escuela de futbolistas, con el objetivo que el primer equipo "lo formen muchachos formados dentro del estilo y disciplina del club". Como director técnico de la Escuela de Futbolistas fue nombrado Ladislao Kubala, que acababa de colgar las botas. Pero el proyecto tuvo una vida efímera, porque tan solo tres meses después de iniciarse la temporada 1961/62 Llaudet optó por situar a Kubala al frente del primer equipo, en sustitución de Miró. Cuando el hispano-húngaro fue cesado, en 1963, no pudo retomar la Escuela, clausurada por falta de presupuesto.
Durante la presidencia de Agustí Montal Costa se llevaron a cabo varias iniciativas para reorganizar el fútbol base. En 1970 se creó un equipo filial controlado directamente por el club, el FC Barcelona Atlètic, con la fusión de los dos equipos afiliados, el CD Condal y el Atlético Cataluña CF, que hasta entonces competían fraticidamente en Tercera División. En 1972 Montal incorporó a Laureano Ruiz, inicialmente como entrenador del equipo juvenil y posteriormente como coordinador general de todo el fútbol base. Ruiz implantó un mismo estilo de juego en todos los equipos inferiores, basado en el fútbol de toque, y apostó por incorporar a jugadores más técnicos que físicos, criterio preponderante hasta entonces. El equipo juvenil, que en 23 años solo había ganado dos veces el Campeonato de España, encadenó cinco títulos consecutivos bajo su dirección.

### La Masía de Can Planes

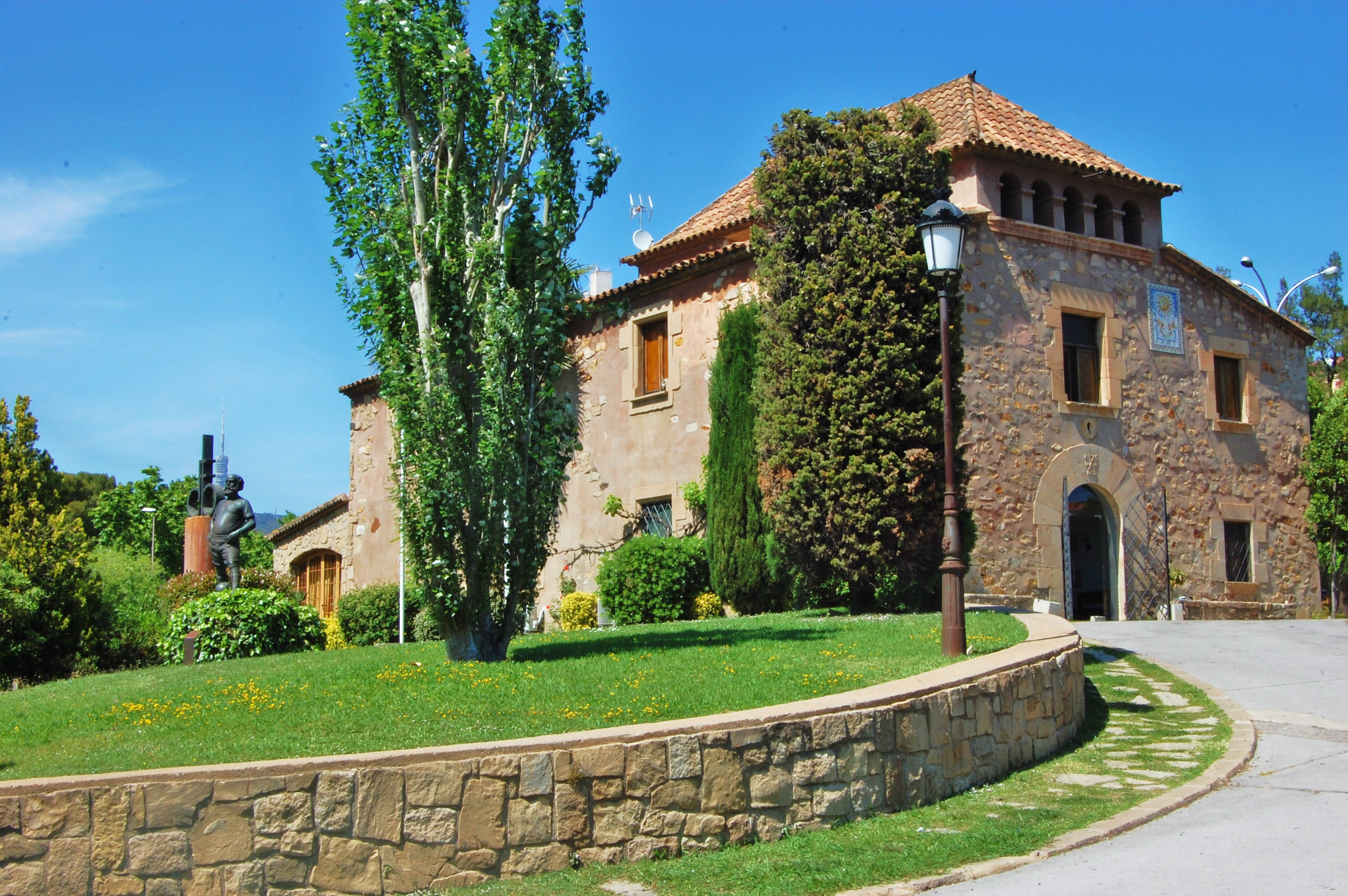
La Masía de Can Planes, a un lado del Camp Nou.

El edificio fue construido 1702 y está catalogado por el Ayuntamiento de Barcelona como Bien de Interés Cultural. La Masía formaba parte de los terrenos adquiridos por el Fútbol Club Barcelona destinados a la construcción del Camp Nou, tras haber llegado a un acuerdo en la asamblea de socios convocada por el presidente Agustí Montal Galobart el 14 de noviembre de 1950. La compra oficial se aplazó por tres años, y aún pasaría medio año más hasta que el 28 de marzo de 1954 finalmente se procediera a iniciar con las obras. Una comitiva de 60 000 personas, presididas por Francesc Miró-Sans, realizaron el recorrido desde el Camp de Les Corts hasta La Masía de Can Planes, para celebrar la ceremonia de la colocación de la primera piedra, revestida de mucha solemnidad.
Durante el transcurso de las obras del Camp Nou, La Masía sirvió como taller de confección de las maquetas, lugar de reuniones, trabajo de arquitectos y constructores, además de local de recepción de autoridades. Después de unos años de permanecer cerrada, en el período presidido por Enric Llaudet se procedió a hacer obras de restauración, hasta que el 26 de septiembre de 1966 pasó a albergar la sede social y oficinas del Club.

### El nacimiento de La Masía
Cuando José Luis Núñez comenzó a dirigir el club, el 1 de julio de 1978, nombró a Jaume Amat como directivo responsable del fútbol base, junto a Pere García Vila. Amat y el técnico Oriol Tort Martínez propusieron a Núñez la creación de una residencia para los jugadores foráneos del fútbol base, que hasta entonces vivían dispersos en pensiones y pisos, con muy poco control y los riesgos que las noches de la ciudad tiene. El presidente, que había iniciado el traslado de las oficinas del club a un nuevo edificio, junto al Palau de Gel, les ofreció La Masía de Can Planes. La idea de dotar a la cantera de unas instalaciones propias fue más allá y se planteó la necesidad de tener un estadio de propiedad, ya que hasta entonces los filiales jugaban sus partidos en Fabra y Coats, un campo de alquiler en el barrio de San Andrés de Palomar. El 24 de julio de 1979 la asamblea anual ordinaria de socios dio luz verde a la creación de la escuela de fútbol, a la rehabilitación de Can Planes como residencia de jugadores y a la construcción del Miniestadi. El 20 de octubre del 1979 se inauguró La Masía. La ceremonia, a la que acudieron el presidente de la Federación Española de Fútbol, Pablo Porta, y el de la Catalana, Antoni Guasch, culminó con la bendición de las instalaciones por el párroco de Las Corts.
Inicialmente se formó una Comisión Rectora muy numerosa para gestionar la academia, presidida por el Jefe del Fútbol base, Jaume Amat Curto, la cual duró sólo unas cuantas semanas. Luego uno de los tutores del los jóvenes, Francisco Segarra Malon, fue el primer director ejecutivo y Xavier Comenges primer administrador, sustituidos unos años más tarde, por Juan César Farrés, y por Carles Naval respectivamente. Una de las almas del proyecto Oriol Tort Martínez se dedicó a asistir competiciones de fútbol infantil y juvenil en todo el mundo, en busca de jóvenes con talento para ser formados en el club, lo que le implicaba una de las mayores responsabilidades en la cual se desempeñaría de manera muy exitosa.

### Etapa de Mussons

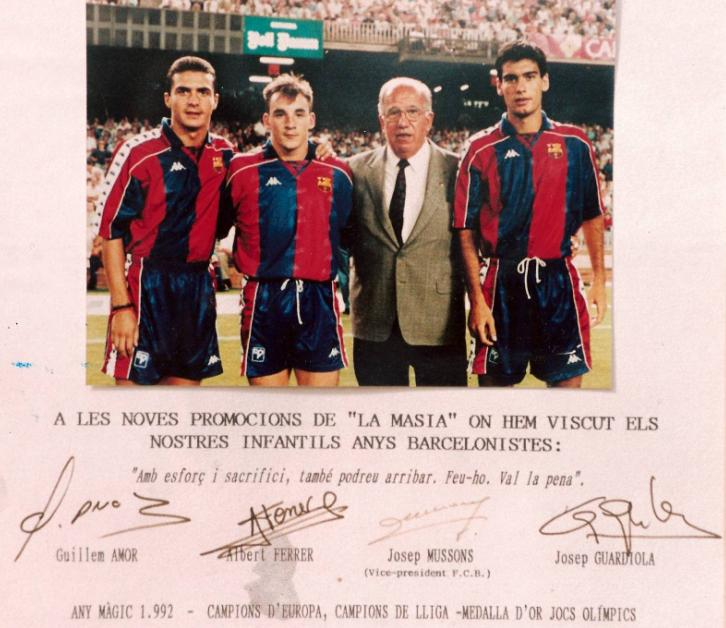
Imagen ubicada a la entrada de La Masía donde aparece Josep Mussons junto con los canteranos Guillermo Amor, Albert Ferrer y Josep Guardiola, al pie dice: "Con esfuerzo y sacrificio, también podrás llegar. Hazlo, vale la pena".

En noviembre de 1979, coincidiendo con la dimisión del directivo Jaume Amat, al designado director general de carreteras de la Generalidad de Cataluña, por lo que Josep Mussons, vicepresidente del Área Deportiva del club, fue nombrado responsable de toda la parcela del Fútbol base y de La Masía, tarea que desarrolló hasta el final de su mandato en junio de 2000. Desde el comienzo, Mussons rodeó de un grupo de buenos tutores a cada categoría, dos por cada equipo, dirigidos por Ernest Llirinós, estos debían renunciar a entrometerse en cuestiones deportivas, las que eran de exclusiva responsabilidad de los técnicos respectivos. Mussons marca un programa para asegurar a los chicos que empezaban su carrera deportiva sintieran el compromiso de pertenecer a un club como el Barça, lo que con el tiempo ha quedado como el espíritu de La Masía.
Entre las novedades realizadas por Mussons fue la formación integral de los residentes, con la obligación de ir a la escuela, academia, instituto o universidad cuyo coste iría por parte del club. Una decisión criticada al principio por las otras instituciones, pero que posteriormente otros copiarían, estableciendo la formación integral como norma educativa, que actualmente es muy común. Para mantener el nivel de estudios, La Masía tiene profesores, para que durante las horas libres puedan repasar las materias.
La primera promoción de La Masía estaba formada por veinte interinos. De ellos, el primero en debutar oficialmente con el primer equipo fue el defensa Ángel Pedraza, el 16 de septiembre de 1980, en un partido de la Copa de la UEFA contra el Sliema Wanderers; saltó al campo en el minuto 72 sustituyendo a Tente Sánchez, y solo cuatro minutos después también debutó su compañero de promoción, Manolo Muñoz. Además de Pedraza y Manolo, de la primera hornada llegaron a jugar en el primer equipo Manuel Lobo, Esteve Fradera, Guillermo Amor, Luis Torreblanca y Jordi Vinyals, aunque los dos últimos no disputaron partidos oficiales. Amor llegó a jugar 311 partidos de Liga con el F. C. Barcelona.
En 1988 la llegada de Johan Cruyff al banquillo del FC Barcelona supuso un punto de inflexión en el fútbol base del club. El técnico implantó el mismo estilo de juego del primer equipo en todas las categorías inferiores, lo que facilitaba a los jugadores de la cantera el acceso al primer equipo. Cruyff se convirtió en el técnico que más canteranos hizo debutar: 32 en 7 temporadas. El equipo juega utilizando tiqui-taca, la filosofía del neerlandés, lo que se atribuyó como un componente clave en el éxito posterior de la escuadra, logrando en 1992 la Liga de Campeones en Wembley frente a la Sampdoria, con 2 canteranos en la final: Ferrer y Guardiola, este último maduró hasta llegar a ser un centrocampista completo, convirtiéndose en una fuente de inspiración para los centrocampistas posteriores de La Masía, como Andrés Iniesta, Cesc Fàbregas y Xavi Hernández, quien fue suplente de Pep durante tres años, aclaró en 2010 que había considerado su transferencia debido a la presión y las altas expectativas puestas en él para ocupar el papel en el centro del campo.[cita requerida]
En septiembre de 1989 ingresaron en La Masía los jugadores de baloncesto Ángel Almeida y Daniel Rovira, que se convirtieron en los primeros residentes que no eran futbolistas. A partir de los años 2000 el centro empezó a albergar también a jóvenes del resto de secciones profesionales del club, aunque debido a la falta de espacio antes de la construcción de la nueva Masía, a menudo debían pernoctar en otros espacios, como la Residencia Joaquín Blume.
Durante sus primeros 15 años de funcionamiento pasaron por la residencia de La Masía cerca de 200 niños; de ellos, un 60% eran catalanes y, el resto, procedían de otros puntos de España o de Andorra. La residencia no se internacionalizó hasta finales de los años 1990, empezando en 1997 con la llegada de los nigerianos Samuel Okunowo y Haruna Babangida; ambos llegaron a debutar con el primer equipo.

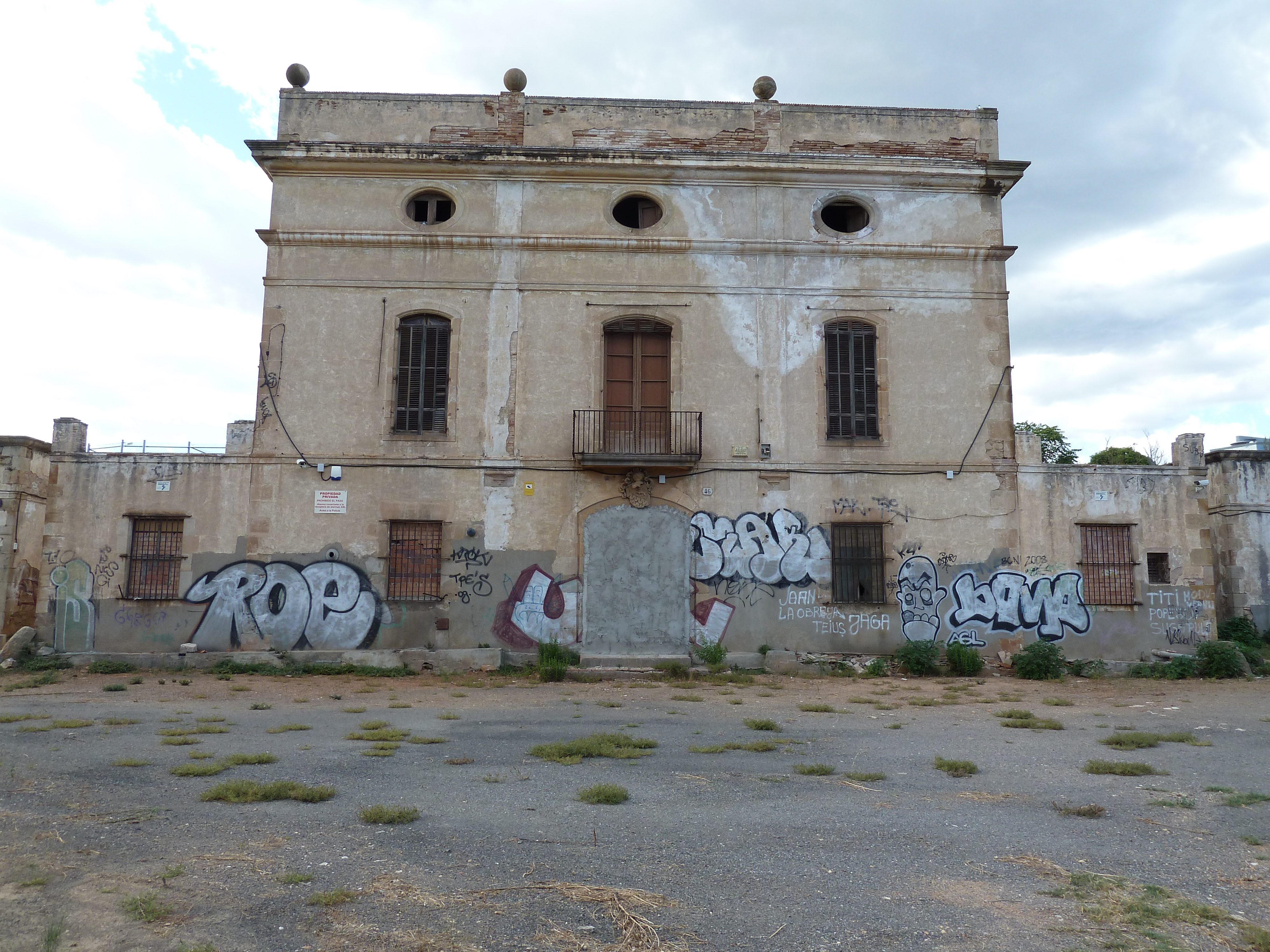
En 1997 el club compró Can Rigal para convertirla en la nueva Masía, pero el proyecto no prosperó.

Dado el crecimiento del fútbol formativo, a finales de los años 1990 Louis van Gaal —entrenador y director deportivo— y Lorenzo Serra Ferrer —director del fútbol base— plantearon al presidente José Luis Núñez la necesidad de ampliar La Masía y sus infraestructuras deportivas. Desde 1987 el club poseía unos terrenos en San Juan Despí para la construcción de una ciudad deportiva, pero el proyecto estaba paralizado por problemas burocráticos. Finalmente, en 1997 Núnez optó por comprar 60 750 metros cuadrados de una explotación agrícola en Hospitalet de Llobregat, a 600 metros del Miniestadi. Los terrenos incluían Can Rigal, una masía del siglo XVIII de 2000 metros cuadrados —más del triple que Can Planes— que el club proyectó convertir en la nueva Masía, junto a la construcción de tres campos de entrenamiento anexos. Las obras de rehabilitación se iniciaron en enero de 1988, pero pocas semanas después la negativa de la Generalidad de Cataluña a recalificar como equipamiento los terrenos, considerados zona verde, paralizó definitivamente el proyecto. Finalmente, ante la imposibilidad también de ampliar Can Planes, por tratarse de un edificio catalogado, en 1999 se resolvió la falta de espacio habilitando 16 nuevas habitaciones en el gol norte del Camp Nou.

### Consolidación
A partir de abril de 2001, se le da a Carles Folguera, exportero de la sección de Hockey sobre patines del Fútbol Club Barcelona, la importante misión de dirigir la academia. Este ayuda en gran parte a muchos jóvenes a poder ingresar, junto con proyectos que han sido muy exitosos.[¿cuál?]
En mayo de 2007, Josep Guardiola fue nombrado el nuevo entrenador del Fútbol Club Barcelona B. En ese momento, el equipo estaba con mucho desorden en su organización, tras haber descendido a la Tercera División de España. El descenso del equipo provoca la disolución del F. C. Barcelona C, que se encontraba participando en esa división. Pep reorganiza el equipo filial, haciendo plazas disponibles en el Barcelona B para jugadores mayores de 21 años, con el objetivo de aumentar la competencia dentro del equipo, con el fin de ascender a una liga más competitiva. Dividió a los jugadores en dos categorías: "perlas", compuesto por los jugadores jóvenes, y la "columna vertebral", que eran sobre todo de los más mayores, estos tenían entre 21 a 26 años de edad y se quedaban en el equipo B dos años más para luego ser vendidos. Guardiola afirmó que esta duración permitiría espacio para desarrollar a los jugadores jóvenes. Las reformas hechas por Guardiola logran dar resultado rápidamente, y al final de la temporada, la escuadra logra tras proclamarse campeón de la Tercera División con un juego magnífico, luego superan la promoción de ascenso lo que les permite volver a la Segunda B.
Luego del éxito del F. C. Barcelona B, La Masía comenzó a recibir más publicidad, Rory Smith periodista de The Daily Telegraph le atribuye que: "ha sustituido a la legendaria Academia del Ajax como el productor de fútbol más importante". La reciente fama y el éxito de La Masía como una escuela de talentos deportivos, fue atribuida por Ian Hawkey de The Times a la generación de 1987, que contó con destacados miembros como Cesc Fàbregas, Lionel Messi, Gerard Piqué y Pedro Rodríguez.[cita requerida] En el año 2000, Louis van Gaal, entrenador del primer equipo, fue ampliamente ridiculizado por la prensa deportiva,[¿por quién?] por su sueño de ganar la Liga de Campeones con jugadores formados en casa. Hazaña que debió esperar varios años para ser cumplida.
Debido al éxito en el filial, la junta directiva de Joan Laporta decide poner a Guardiola a la cabeza del primer equipo, en reemplazo del neerlandés Frank Rijkaard quien deja el club en uno de sus peores momentos. La temporada de Pep fue un éxito rotundo ganado en el 2009 todas las competiciones oficiales por disputar, consiguiendo la hazaña histórica del Sextete, todo bajo el tiqui-taca que había aprendido de Cruyff, durante las temporadas siguientes se sigue demostrando el poderío que tenía esta filosofía de juego, junto con el potencial de los jugadores salidos de La Masía.

### Centre de Formació Oriol Tort

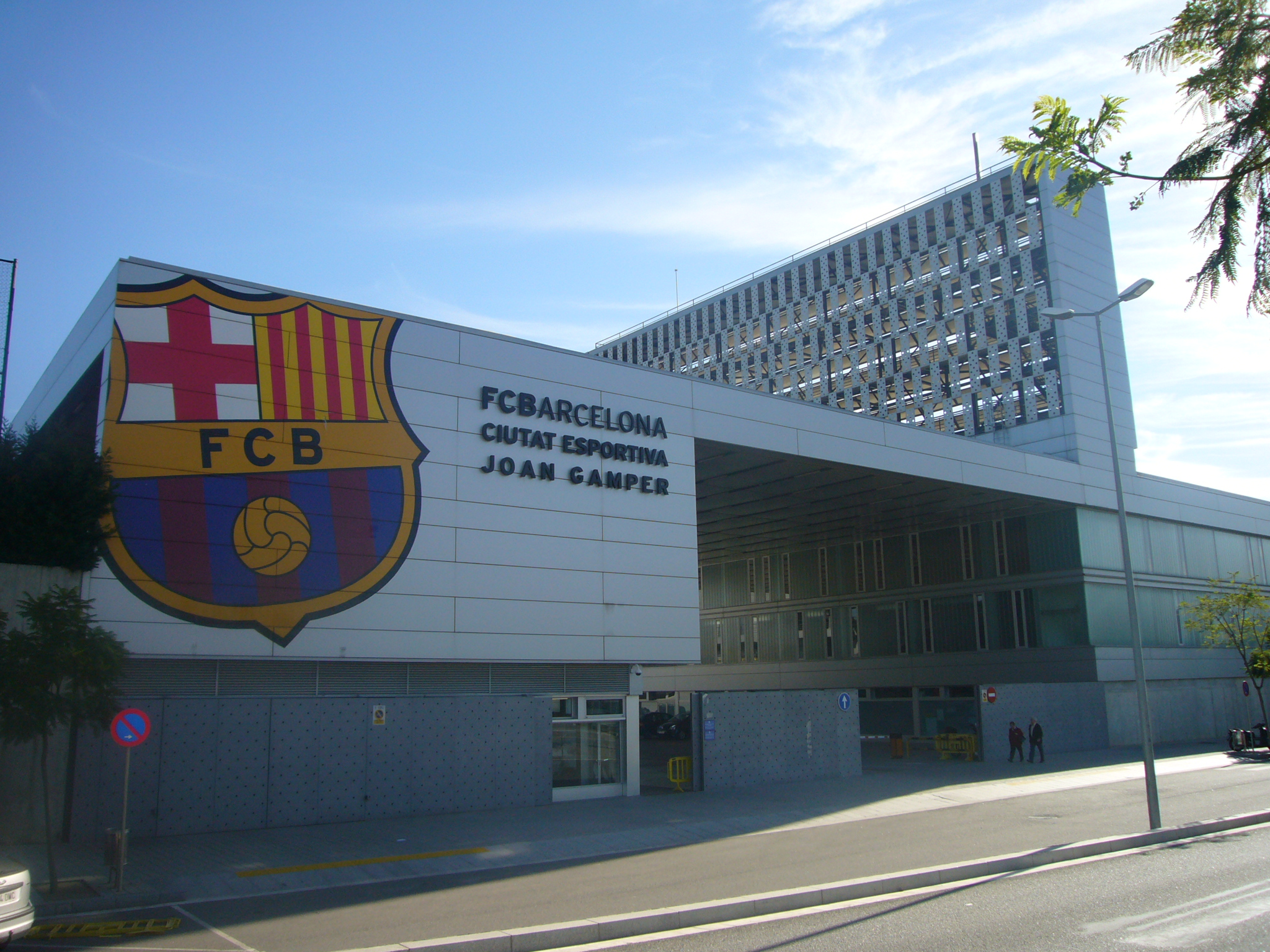
Ciudad Deportiva Joan Gamper donde se encuentra la nueva Masía y además entrenan los jóvenes.

El verano del año 2011 la residencia de los jóvenes y la actividad formativa se trasladó a la Ciudad deportiva Joan Gamper situada en San Juan Despí, donde el fútbol base entrena y juegan sus partidos. Esto ayuda a los jugadores a facilitar aún más el traslado a los campos de entrenamiento y los servicios médicos. La nueva Masía fue, al igual que la antigua, inaugurada un 20 de octubre, y recibió el nombre del destacado cazatalentos y uno de los impulsores para llevar a cabo el sueño de la escuela: Oriol Tort Martínez. El nuevo recinto ahora ocupa un moderno edificio 5 veces mayor que el edificio anterior, ocupando 6.000 metros cuadrados con un presupuesto de unos 8 millones de euros, distribuidos en 5 plantas. Tiene una capacidad para albergar a entre 80 y 120 jóvenes, una cifra superior a los 60 que acogía el antiguo complejo. Actualmente 80 plazas son para los residentes y las otras 40 para las concentraciones de los jugadores profesionales. El edificio inicial de la Masía pasó a ser la sede social del club.
En el 2012 tras 4 años en el banquillo azulgrana y con 14 títulos ganados, Guardiola decidió que era tiempo de irse del club. En su reemplazo queda a cargo del equipo Tito Vilanova, amigo suyo en La Masía y además su segundo entrenador en los 5 años que estuvo a cargo del F. C. Barcelona B y del primer equipo. Tito sigue con el estilo de juego que había dejado Pep, implementando aún más el protagonismo de la cantera en el equipo, tanto así que en noviembre de 2012, durante un partido de Liga frente al Levante U. D., los once futbolistas que alineó fueron formados en La Masía. La alineación estaba compuesta por: Víctor Valdés; Martín Montoya, Gerard Piqué, Carles Puyol, Jordi Alba; Sergio Busquets, Xavi Hernández, Cesc Fàbregas, Pedro Rodríguez, Lionel Messi y Andrés Iniesta.

### Sanción de la FIFA
En 2013, tras una denuncia anónima, la FIFA inició una investigación a raíz del fichaje del coreano Seung-Woo Lee, por entonces jugador del Cadete B, que llevó al organismo internacional a bloquear su ficha federativa. Tras sucesivas investigaciones, en 2014 la FIFA sancionó al FC Barcelona con una multa de 450.000 francos suizos y la prohibición de inscribir jugadores durante dos ventanas de mercado por haber vulnerado el artículo 19 del Reglamento sobre el Estatuto y Transferencia de Jugadores en la incorporación de nueve menores de edad no nacionales, desde 2009. Tras posteriores expedientes, la situación de irregularidad se amplió hasta alcanzar una veintena de jugadores de la cantera, a los que se les prohibió alinearse con el club azulgrana, así como usar sus instalaciones —incluyendo la residencia en La Masía— hasta alcanzar la edad reglamentaria.
El presidente Josep Maria Bartomeu admitió errores administrativos, pero consideró desproporcionada la sanción, por lo que el club presentó un recurso al Comité de Apelación de la FIFA, que fue desestimado. Posteriormente recurrió al Tribunal de Arbitraje del Deporte (TAS), que ratificó la sanción en diciembre de 2014.

## Impacto futbolístico

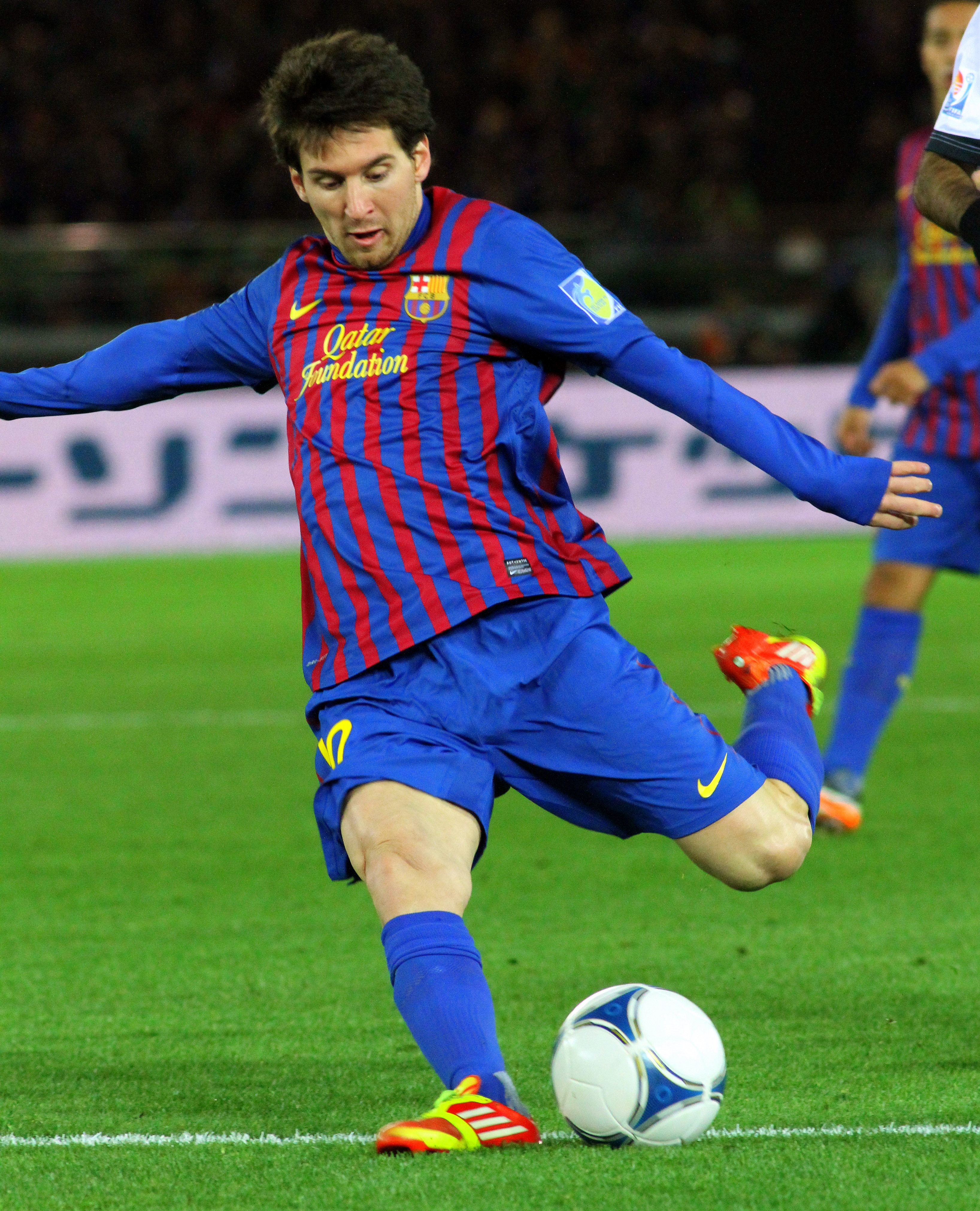
Lionel Messi canterano ganador de 8 Balones de Oro y 6 Botas de Oro.

En 2009, Messi se convirtió en el primer canterano al que se le entregó el Balón de Oro, premio que distingue al mejor futbolista de Europa, y luego recibió el Jugador Mundial de la FIFA, premio al mejor futbolista del mundo. Otros exalumnos de La Masía que terminaron entre los cinco primeros en la votación de ese año son Xavi e Iniesta.
El 11 de julio de 2010, España logra conseguir su primera Copa Mundial, con ocho jugadores del F. C. Barcelona, de los que siete eran de La Masía, y seis de ellos estaban en el once titular en la final: Gerard Piqué, Carles Puyol, Andrés Iniesta, Xavi Hernández, Sergio Busquets, y Pedro Rodríguez. Joachim Löw, entrenador de Alemania, dijo que después de la derrota, que España tenía el estilo del Barcelona: "Se puede ver en cada pase, como juega España es como el Barcelona juega. Difícilmente pueden ser derrotados, son extremadamente seguros y muy tranquilos en su forma de circular el balón".
Uno de los mayores reconocimientos a nivel mundial se produjo el 10 de enero de 2011, cuando tres jugadores formados en La Masía, Xavi, Iniesta y Messi, quedaron en las tres primeras posiciones del FIFA Balón de Oro, premio que distingue al mejor jugador del mundo. Un hito jamás alcanzada por ningún otro club. Al año siguiente nuevamente Messi se llevaría el trofeo, esta vez con Xavi en tercer lugar e Iniesta en cuarto.
En 2012 la selección española logra conseguir consecutivamente Eurocopa, Copa Mundial y Eurocopa, logrando un triplete histórico sin precedentes. Los jugadores formados en La Masía tuvieron un papel protagonista: 9 de ellos formaron parte del equipo campeón, de los que 7 participaron en la final. Debido a esto en agosto del mismo año Andrés Iniesta ganó el trofeo al Mejor Jugador de la UEFA que Messi había ganado el año anterior. Luego en enero de 2013, Lionel Messi hacía otro hito, al ganar consecutivamente 4 Balones de Oro, el primer jugador que consigue tantas veces el galardón, Andrés Iniesta quedaría en tercer lugar esta vez, mientras Xavi Hernández quedaba una posición por debajo.

## Organización
La Masía alberga alrededor de 75 jugadores, la academia es una de las más caras de Europa, operando con un costo de 6 millones de euros al año, cuyo gasto principal son los dormitorios. La edad mínima que los jóvenes deben tener para ingresar es de seis años. Cada año, más de 1000 niños de entre seis a ocho se postulan para conseguir la admisión, de los que se eligen solo a los 120 mejores. El club también busca activamente a los futuros residentes, empleando un sistema en el que 15 exploradores se despliegan por Cataluña, 15 en el resto de España y 10 se reparten por todo el mundo. Para aliviar los gastos de esta exploración, el club también tiene un acuerdo con 15 clubes para que puedan entrenar a los jugadores que no están preparados aún para entrar en la academia juvenil, a cambio, el F. C. Barcelona les reembolsa en dinero, entrenamiento y asesoramiento técnico a estos clubes por sus servicios. El club también ha expandido sus operaciones hacia el extranjero, estableciendo 8 escuelas oficiales en: Fukuoka, Dubái, Egipto, Kuwait, Lima, Varsovia, Delhi y Santo Domingo, los candidatos seleccionados a estas escuelas se convierten en estudiantes de tiempo completo, recibiendo formación académica y el entrenamiento de fútbol necesario.
Luego de que Guardiola reorganizara la cantera, se estableció un programa de tres etapas para llevar a cabo la promoción desde el Juvenil A, al Barcelona B y finalmente al primer equipo. La primera etapa de la carrera de un jugador del Juvenil implica un sistema de rotación con el Barça B. La segunda etapa consiste en hacer que el jugador sea consciente de su importancia para el equipo incorporándolo definitivamente, esperando que mejore la cohesión y el rendimiento en el equipo filial. En la última etapa, que se les designa como un jugador "clave" del equipo B, y puede ser llamado al primer equipo. Uno de los jugadores en la tercera fase se hace capitán, independientemente de la experiencia de los jugadores de mayor edad.
Los equipos de F. C. Barcelona, juegan desde agosto hasta mayo, el clima templado de Barcelona permite a los jugadores entrenar al aire libre durante todo el año. Los equipos más jóvenes se entrenan después de la escuela, F. C. Barcelona B y los equipos profesionales, entrenan por la mañana y por la tarde. Todos los entrenadores son exfutbolistas profesionales, la mayoría ligados anteriormente con el club.
El Fútbol Club Barcelona B, máximo escalafón del fútbol base del club, y junto con los otros 15 equipos del fútbol base tienen más de 40 entrenadores y cerca de 300 jugadores. Hay otros 56 empleados, entre médicos, psicólogos, nutricionistas, cocineros y fisiólogos.
Desde 2015 el fútbol base del club se organiza en dos grandes áreas: la de Fútbol Formativo Profesional, que incluye el Barcelona B, el Juvenil A y el Juvenil B; y la de Fútbol Formativo Amateur, que incluye el resto de categorías inferiores: 13 equipos, entre las categorías cadete y prebenjamín. El directivo Silvio Elias es el responsable del Área de Fútbol Formativo Profesional, que tiene como secretario técnico a Pep Segura. El Fútbol Formativo Amateur está a cargo del directivo Xavier Vilajoana y cuenta con un secretario técnico, Jordi Roura, y un adjunto, Aureli Altimira. También forman parte del organigrama La Masía, cuyo director es Carles Folguera, y el Área de Formación y Conocimiento (Masia 360°), dirigida por Pere Gratacós, que presta apoyo integral (asesoramiento académico, psicológico, etc.) a técnicos y jugadores del fútbol base.

### Entrenadores del Fútbol Base

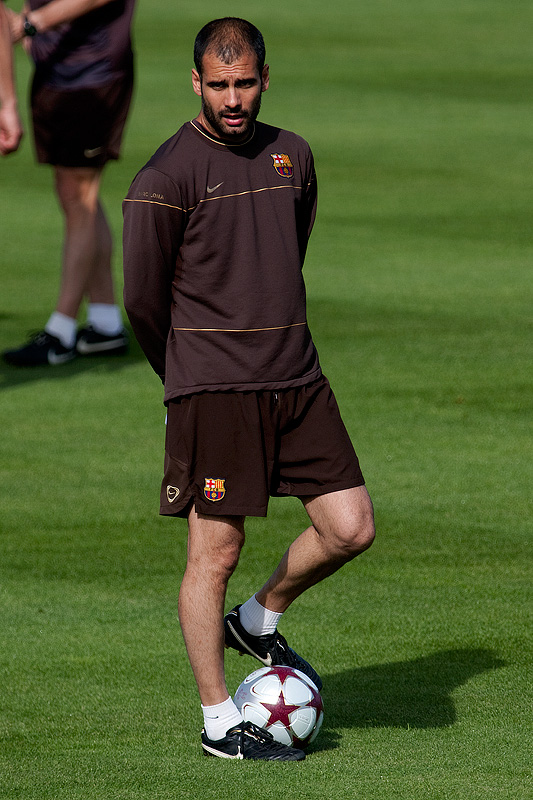
Josep Guardiola jugador de La Masía que se convirtió en el mejor entrenador del club al haber ganado 14 títulos en 4 años.

| Categoría                | Edad         | Entrenador                                  | 2° Entrenador                               |
| ------------------------ | ------------ | ------------------------------------------- | ------------------------------------------- |
| Barcelona B              | -            | Rafa Márquez                                |                                             |
| Juvenil A                | 16-18        | Adam Eddioui                                | Javi Delgado                                |
| Juvenil B                | 16-18        | Ibán Cuadrado                               | Pau Martí                                   |
| Cadete A                 | 14-15        | Iván Carrasco                               | Sergi Runge                                 |
| Cadete B                 | 14-15        | Pol Planas                                  | Eric Campos                                 |
| Infantil A               | 13-14        | David Sánchez                               | Pere Olivé                                  |
| Infantil B               | 13-14        | Albert Puig                                 | Arnau Blanco                                |
| Alevín A                 | 11-12        | Pau Moral                                   | Cristian López                              |
| Alevín B                 | 11-12        | Alejandro López                             | Marti Vila                                  |
| Alevín C                 | 11-12        | Guillem Hernández                           | Albert Batalla                              |
| Alevín D                 | 11-12        | Juan Antonio Gil                            | Enric Daví                                  |
| Benjamín A               | 9-10         | Dani Segovia                                | Guillem Nogueras                            |
| Benjamín B               | 9-10         | David Sánchez                               | Francisco José Revert                       |
| Benjamín C               | 9-10         | Mario Jordano                               | Albert Moratalla                            |
| Benjamín D               | 9-10         | Jordi Poma                                  | Pau Tripiana                                |
| Pre-benjamín             | 7-8          | Albert Ametller                             | Pol Combellé                                |
| Entrenadores de porteros |              |                                             |                                             |
| Coordinador              | Coordinador  | Ricard Segarra                              | Ricard Segarra                              |
| Entrenadores             | Entrenadores | Carles Gil Xavi Ferrando Fernando Montizano | Carles Gil Xavi Ferrando Fernando Montizano |

## Estadísticas de los canteranos
- 35% Han jugado en la Tercera División de España, Amateur o han dejado el Fútbol.
- 27% Han jugado en Segunda División o Segunda División B.
- 19% Aún juegan en categorías inferiores.
- 10% Han debutado en el primer equipo del Fútbol Club Barcelona.
- 9% No debutaron en el primer equipo, pero han jugado en Primera División española o extranjera.[50]

## Jugadores formados en La Masía
Lista ordenada de los alumnos de La Masía que han jugado regularmente o pertenecen de la plantilla en el primer equipo del Fútbol Club Barcelona o en otro club. Se muestran los goles y partidos en el futbol profesional de clubes, junto con las competiciones oficiales.
| Nombre                 | Sel.                        | Pos.           | Nac. | Carrera   | PJ  | G   | Club de debut         | Último club                   | Estado   |
| ---------------------- | --------------------------- | -------------- | ---- | --------- | --- | --- | --------------------- | ----------------------------- | -------- |
| Ángel Pedraza          | Bandera de España           | Defensa        | 1962 | 1980-1997 | 229 | 7   | F. C. Barcelona       | R. C. D. Mallorca             | Retirado |
| Nayim                  | Bandera de España           | Centrocampista | 1966 | 1986-2000 | 274 | 21  | F. C. Barcelona       | C. D. Logroñés                | Retirado |
| Esteve Fradera         | Bandera de España           | Defensa        | 1963 | 1985-1996 | 225 | 7   | F. C. Barcelona       | R. C. D. Mallorca             | Retirado |
| Jordi Vinyals          | Bandera de España           | Centrocampista | 1963 | 1987-1999 | 154 | 16  | C. E. Sabadell        | U. E. Figueres                | Retirado |
| Cristóbal Parralo      | Bandera de España           | Defensa        | 1967 | 1987-2003 | 496 | 14  | F. C. Barcelona       | Paris Saint-Germain           | Retirado |
| Luis Milla             | Bandera de España           | Centrocampista | 1966 | 1988-2001 | 356 | 11  | F. C. Barcelona       | Valencia C. F.                | Retirado |
| Carlos Busquets        | Bandera de España           | Guardameta     | 1967 | 1988-2002 | 103 | 0   | F. C. Barcelona       | U. E. Lleida                  | Retirado |
| Guillermo Amor         | Bandera de España           | Centrocampista | 1967 | 1988-2003 | 422 | 48  | F. C. Barcelona       | Livingston F. C.              | Retirado |
| Jordi Roura            | Bandera de España           | Centrocampista | 1967 | 1988-1994 | 10  | 0   | F. C. Barcelona       | U. E. Sant Andreu             | Retirado |
| Sergi López            | Bandera de España           | Defensa        | 1967 | 1988-1994 | 62  | 2   | F. C. Barcelona       | C. F. Gavà                    | Retirado |
| José Serer             | Bandera de España           | Defensa        | 1966 | 1988-2000 | 114 | 2   | F. C. Barcelona       | Valencia C. F. "B"            | Retirado |
| Albert Ferrer          | Bandera de España           | Defensa        | 1967 | 1988-2003 | 297 | 1   | F. C. Barcelona       | Chelsea F. C.                 | Retirado |
| Óscar García           | Bandera de España           | Centrocampista | 1973 | 1990-2005 | 172 | 31  | F. C. Barcelona       | U. E. Lleida                  | Retirado |
| Josep Guardiola        | Bandera de España           | Centrocampista | 1967 | 1990-2006 | 468 | 26  | F. C. Barcelona       | Dorados de Sinaloa            | Retirado |
| Paqui Veza             | Bandera de España           | Defensa        | 1970 | 1990-2003 | 126 | 11  | C. D. Tenerife        | C. A. Osasuna                 | Retirado |
| Antonio Pinilla        | Bandera de España           | Delantero      | 1971 | 1990-2008 | 329 | 48  | F. C. Barcelona       | Gim. de Tarragona             | Retirado |
| Tito Vilanova          | Bandera de España           | Centrocampista | 1968 | 1992-2002 | 26  | 1   | R. C. Celta de Vigo   | U. D. A. Gramenet             | Retirado |
| Toni Jiménez           | Bandera de España           | Guardameta     | 1970 | 1992-2004 | 306 | 0   | Rayo Vallecano        | R. C. D. Español              | Retirado |
| Lluís Carreras         | Bandera de España           | Defensa        | 1972 | 1993-2005 | 202 | 10  | F. C. Barcelona       | Deportivo Alavés              | Retirado |
| Sergi Barjuan          | Bandera de España           | Defensa        | 1971 | 1993-2005 | 352 | 6   | F. C. Barcelona       | Atlético de Madrid            | Retirado |
| Luis Cembrano          | Bandera de España           | Centrocampista | 1972 | 1994-2004 | 176 | 6   | F. C. Barcelona       | Rayo Vallecano                | Retirado |
| Jordi Cruyff           | Bandera de los Países Bajos | Centrocampista | 1974 | 1994-2010 | 260 | 42  | F. C. Barcelona       | Valletta F. C.                | Retirado |
| Francisco Rufete       | Bandera de España           | Centrocampista | 1976 | 1994-2011 | 313 | 29  | F. C. Barcelona       | Hércules C. F.                | Retirado |
| Toni Velamazán         | Bandera de España           | Centrocampista | 1977 | 1994-2011 | 205 | 23  | F. C. Barcelona       | C. E. L'Hospitalet            | Retirado |
| Óscar Arpón            | Bandera de España           | Centrocampista | 1975 | 1994-2012 | 383 | 30  | F. C. Barcelona       | C. A. River Ebro              | Retirado |
| Roger Garcia           | Bandera de España           | Centrocampista | 1976 | 1995-2007 | 258 | 29  | F. C. Barcelona       | Ajax Ámsterdam                | Retirado |
| Quique Álvarez         | Bandera de España           | Centrocampista | 1975 | 1995-2009 | 235 | 6   | F. C. Barcelona       | Recreativo de Huelva          | Retirado |
| Albert Celades         | Bandera de España           | Centrocampista | 1975 | 1995-2010 | 281 | 11  | F. C. Barcelona       | Kitchee S. C.                 | Retirado |
| Iván de la Peña        | Bandera de España           | Centrocampista | 1976 | 1995-2011 | 369 | 24  | F. C. Barcelona       | R. C. D. Español              | Retirado |
| Francesc Arnau         | Bandera de España           | Guardameta     | 1976 | 1996-2011 | 254 | 0   | F. C. Barcelona       | Málaga C. F.                  | Retirado |
| Gerard López           | Bandera de España           | Centrocampista | 1979 | 1997-2011 | 324 | 39  | Valencia C. F.        | Girona F. C.                  | Retirado |
| Xavi Hernández         | Bandera de España           | Centrocampista | 1980 | 1998-2019 | 884 | 110 | F. C. Barcelona       | Al-Sadd SC                    | Retirado |
| Javi Moreno            | Bandera de España           | Delantero      | 1974 | 1999-2010 | 166 | 67  | Deportivo Alavés      | Lucena C. F.                  | Retirado |
| Oleguer Presas         | Bandera de España           | Defensa        | 1980 | 1999-2011 | 338 | 7   | F. C. Barcelona       | Ajax Ámsterdam                | Retirado |
| Gabriel García         | Bandera de España           | Centrocampista | 1979 | 1999-2014 | 434 | 38  | F. C. Barcelona       | F. C. Lausanne-Sport          | Retirado |
| Luis García            | Bandera de España           | Centrocampista | 1978 | 1999-2016 | 540 | 132 | Real Valladolid C. F. | Central Coast Mariners F. C.  | Retirado |
| Carles Puyol           | Bandera de España           | Defensa        | 1978 | 1999-2014 | 676 | 22  | F. C. Barcelona       | F. C. Barcelona               | Retirado |
| Albert Luque           | Bandera de España           | Delantero      | 1978 | 1999-2011 | 349 | 74  | R. C. D. Mallorca     | Málaga C. F.                  | Retirado |
| Mikel Arteta           | Bandera de España           | Centrocampista | 1978 | 2000-2016 | 539 | 73  | Paris Saint-Germain   | Arsenal F. C.                 | Retirado |
| Pepe Reina             | Bandera de España           | Guardameta     | 1982 | 2000-2025 | 929 | 0   | F. C. Barcelona       | Como 1907                     | Retirado |
| Thiago Motta           | Bandera de Italia           | Centrocampista | 1982 | 2001-2018 | 582 | 52  | F. C. Barcelona       | Paris Saint-Germain           | Retirado |
| Fernando Navarro       | Bandera de España           | Defensa        | 1982 | 2001-2018 | 587 | 3   | F. C. Barcelona       | Deportivo de La Coruña        | Retirado |
| Andrés Iniesta         | Bandera de España           | Centrocampista | 1984 | 2002-2024 | 886 | 93  | F. C. Barcelona       | Emirates Club                 | Retirado |
| Víctor Valdés          | Bandera de España           | Guardameta     | 1982 | 2002-2017 | 666 | 0   | F. C. Barcelona       | Middlesbrough F. C.           | Retirado |
| Sergio García          | Bandera de España           | Delantero      | 1983 | 2002-2019 | 568 | 164 | F. C. Barcelona       | R. C. D. Español              | Retirado |
| Cesc Fàbregas          | Bandera de España           | Centrocampista | 1987 | 2003-2023 | 736 | 125 | Arsenal F. C.         | Como 1907                     | Retirado |
| Lionel Messi           | Bandera de Argentina        | Delantero      | 1987 | 2004-Act. | 892 | 738 | F. C. Barcelona       | Inter de Miami                | Activo   |
| Gerard Piqué           | Bandera de España           | Defensa        | 1987 | 2004-2023 | 667 | 57  | Manchester United     | F. C. Barcelona               | Retirado |
| Joan Verdú             | Bandera de España           | Centrocampista | 1983 | 2006-2022 | 329 | 53  | Deportivo La Coruña   | Centre d'Esports L'Hospitalet | Retirado |
| Daniel Fernández       | Bandera de España           | Defensa        | 1983 | 2006-Act. | 82  | 0   | Metalurg Donetsk      | C. E. L'Hospitalet            | Activo   |
| Bojan Krkić            | Bandera de España           | Delantero      | 1990 | 2007-2022 | 499 | 92  | F. C. Barcelona       | Vissel Kobe                   | Retirado |
| Pedro Rodríguez        | Bandera de España           | Delantero      | 1987 | 2007-Act. | 775 | 192 | F. C. Barcelona       | S. S. Lazio                   | Activo   |
| Giovani dos Santos     | Bandera de México           | Centrocampista | 1989 | 2007-2023 | 372 | 78  | F. C. Barcelona       | Club América                  | Retirado |
| Fran Mérida            | Bandera de España           | Centrocampista | 1990 | 2007-2024 | 404 | 34  | Arsenal F. C.         | C. D. Lugo                    | Retirado |
| Víctor Vázquez         | Bandera de España           | Centrocampista | 1987 | 2008-Act. | 168 | 26  | F. C. Barcelona       | F. C. Santa Coloma            | Activo   |
| Sergio Busquets        | Bandera de España           | Centrocampista | 1988 | 2008-Act. | 815 | 20  | F. C. Barcelona       | Inter de Miami                | Activo   |
| Jeffrén Suárez         | Bandera de Venezuela        | Delantero      | 1988 | 2008-2024 | 361 | 49  | F. C. Barcelona       | Chiangmai United              | Retirado |
| Jordi Alba             | Bandera de España           | Defensa        | 1989 | 2008-Act. | 656 | 44  | Gimnástica C. F.      | Inter de Miami                | Activo   |
| Alberto Botía          | Bandera de España           | Defensa        | 1989 | 2008-Act. | 153 | 4   | F. C. Barcelona       | Kifisia F. C.                 | Activo   |
| Raul Baena             | Bandera de España           | Centrocampista | 1989 | 2009-Act. | 133 | 4   | R. C. D. Espanyol     | C. E. Sabadell F. C.          | Activo   |
| Gai Assulin            | Bandera de Israel           | Centrocampista | 1991 | 2009-Act. | 203 | 23  | F. C. Barcelona       | A. C. Crema 1908              | Activo   |
| Andreu Fontàs          | Bandera de España           | Defensa        | 1989 | 2009-Act. | 242 | 6   | F. C. Barcelona       | Sporting Kansas City          | Activo   |
| Jonathan dos Santos    | Bandera de México           | Centrocampista | 1990 | 2009-Act. | 350 | 15  | F. C. Barcelona       | America                       | Activo   |
| Thiago Alcántara       | Bandera de España           | Centrocampista | 1991 | 2010-2024 | 493 | 48  | F. C. Barcelona       | Liverpool F. C.               | Retirado |
| Marc Bartra            | Bandera de España           | Defensa        | 1991 | 2010-Act. | 440 | 27  | F. C. Barcelona       | Real Betis Balompié           | Activo   |
| Martín Montoya         | Bandera de España           | Defensa        | 1991 | 2010-Act. | 354 | 5   | F. C. Barcelona       | Aris Salónica F. C.           | Activo   |
| Oriol Romeu            | Bandera de España           | Centrocampista | 1991 | 2010-Act. | 475 | 12  | F. C. Barcelona       | Girona F. C.                  | Activo   |
| Isaac Cuenca           | Bandera de España           | Delantero      | 1991 | 2011-2021 | 81  | 7   | F. C. Barcelona       | Sagan Tosu                    | Retirado |
| Cristian Tello         | Bandera de España           | Delantero      | 1991 | 2011-Act. | 479 | 90  | F. C. Barcelona       | Al-Orobah FC                  | Activo   |
| Martí Riverola         | Bandera de España           | Centrocampista | 1991 | 2011-Act. | 344 | 24  | S. B. V. Vitesse      | Inter Club d'Escaldes         | Activo   |
| Mauro Icardi           | Bandera de Argentina        | Delantero      | 1993 | 2011-Act. | 431 | 234 | U. C. Sampdoria       | Galatasaray                   | Activo   |
| Rafinha Alcántara      | Bandera de Brasil           | Centrocampista | 1993 | 2011-Act. | 314 | 42  | F. C. Barcelona       | Al- Arabi SC                  | Activo   |
| Gerard Deulofeu        | Bandera de España           | Delantero      | 1994 | 2011-Act. | 350 | 79  | F. C. Barcelona       | Udinese Calcio                | Activo   |
| Sergi Roberto          | Bandera de España           | Centrocampista | 1992 | 2011-Act. | 489 | 26  | F. C. Barcelona       | Como 1907                     | Activo   |
| Patricio Gabarrón      | Bandera de España           | Defensa        | 1993 | 2012-Act. | 311 | 10  | SS Lazio              | SS Lazio                      | Activo   |
| Héctor Bellerín        | Bandera de España           | Defensa        | 1995 | 2013-Act. | 339 | 10  | Arsenal F. C.         | Real Betis Balompié           | Activo   |
| Munir El Haddadi       | Bandera de España           | Delantero      | 1995 | 2014-Act. | 355 | 81  | F. C. Barcelona       | C. D. Leganes                 | Activo   |
| Sergi Samper           | Bandera de España           | Centrocampista | 1995 | 2014-Act. | 283 | 2   | F. C. Barcelona       | Motor Lublin                  | Activo   |
| Sandro Ramírez         | Bandera de España           | Delantero      | 1995 | 2014-Act. | 327 | 67  | F. C. Barcelona       | U. D. Las Palmas              | Activo   |
| Alejandro Grimaldo     | Bandera de España           | Defensa        | 1995 | 2015-Act. | 474 | 49  | SL Benfica            | Bayer Leverkusen              | Activo   |
| André Onana            | Bandera de Camerún          | Guardameta     | 1996 | 2015-Act. | 374 |     | Ajax de Ámsterdam     | Manchester United F. C.       | Activo   |
| Adama Traoré           | Bandera de España           | Delantero      | 1996 | 2015-Act. | 393 | 32  | F. C. Barcelona       | Fulham F. C.                  | Activo   |
| Dani Olmo              | Bandera de España           | Centrocampista | 1998 | 2016-Act. | 315 | 72  | Dinamo Zagreb         | F. C. Barcelona               | Activo   |
| Carles Aleñá           | Bandera de España           | Centrocampista | 1998 | 2016-Act. | 287 | 28  | F. C. Barcelona       | Getafe Club de Fútbol         | Activo   |
| Marc Cucurella         | Bandera de España           | Defensa        | 1998 | 2017-Act. | 294 | 11  | F. C. Barcelona       | Chelsea Football Club         | Activo   |
| Carles Pérez           | Bandera de España           | Delantero      | 1998 | 2018-Act. | 220 | 31  | F. C. Barcelona       | Getafe C. F.                  | Activo   |
| Juan Miranda           | Bandera de España           | Defensa        | 1998 | 2018-Act. | 177 | 10  | F. C. Barcelona       | Bologna F. C.                 | Activo   |
| Ronald Araújo          | Bandera de Uruguay          | Defensa        | 1999 | 2018-Act. | 246 | 21  | C. A. Rentistas       | F. C. Barcelona               | Activo   |
| Riqui Puig             | Bandera de España           | Centrocampista | 1999 | 2018-Act. | 195 | 33  | F. C. Barcelona       | Los Angeles Galaxy            | Activo   |
| Óscar Mingueza         | Bandera de España           | Defensa        | 1999 | 2020-Act. | 187 | 6   | F. C. Barcelona       | Celta de Vigo                 | Activo   |
| Èric García            | Bandera de España           | Defensa        | 2001 | 2018-Act. | 152 | 7   | Manchester City F. C. | F. C. Barcelona               | Activo   |
| Ansu Fati              | Bandera de España           | Delantero      | 2002 | 2019-Act. | 147 | 33  | F. C. Barcelona       | F. C. Barcelona               | Activo   |
| Ilaix Moriba           | Bandera de Guinea           | Centrocampista | 2003 | 2020-Act. | 114 | 4   | F. C. Barcelona       | R. C. Celta de Vigo           | Activo   |
| Alejandro Balde        | Bandera de España           | Defensa        | 2003 | 2021-Act. | 135 | 3   | F. C. Barcelona       | F. C. Barcelona               | Activo   |
| Fermín López           | Bandera de España           | Centrocampista | 2003 | 2023-Act. | 102 | 24  | F. C. Barcelona       | F. C. Barcelona               | Activo   |
| Pablo Páez Gavira Gavi | Bandera de España           | Centrocampista | 2004 | 2021-Act. | 132 | 9   | F. C. Barcelona       | F. C. Barcelona               | Activo   |
| Lamine Yamal           | Bandera de España           | Delantero      | 2007 | 2023-Act. | 76  | 16  | F. C. Barcelona       | F. C. Barcelona               | Activo   |
| Marc Guiu              | Bandera de España           | Delantero      | 2006 | 2023-Act. | 34  | 13  | F. C. Barcelona       | Chelsea FC                    | Activo   |
| Pau Cubarsí            | Bandera de España           | Defensa        | 2007 | 2024-Act. | 63  | 0   | F. C. Barcelona       | F. C. Barcelona               | Activo   |
| Marc Casadó            | Bandera de España           | Centrocampista | 2003 | 2022-Act. | 97  | 0   | F. C. Barcelona       | F. C. Barcelona               | Activo   |

## Jugadores de las secciones residentes en La Masía
Históricamente el grueso de inquilinos de la residencia de La Masía han sido futbolistas, aunque progresivamente se han incorporado deportistas del resto de secciones profesionales del club. Los pioneros fueron los baloncestistas Ángel Almeida y Daniel Rovira, en septiembre de 1989. Ambos llegaron a jugar en la Liga ACB con el primer equipo; siguieron sus pasos jugadores como Oliver Fuentes, Víctor Alemany, Berni Tamames, Nacho Martín, Xavi Rabaseda, Ángel Aparicio, Ludvig Håkanson, Eric Vila y Stefan Peno.
El primer residente de la sección de balonmano fue Mikel Aguirrezabalaga, que llegó a jugar con el primer equipo y en la selección española, al igual que Gonzalo Pérez de Vargas. En el hockey sobre patines varios jugadores han debutado en el primer equipo tras pasar por La Masía, como Gerard Vergés, Lluís Ferrer y Marc Julià.